# Вишневский, Фёдор Степанович
Фёдор Степанович Вишневский (ок. 1682 — 1749) — участник Северной войны, бригадир; агент по поставке вин к императорскому двору.

## Биография
Фёдор Степанович Вишневский — по происхождению серб, уроженец Белграда — прибыл в Москву в 1700 году в сопровождении своего дяди архимандрита Григория Вишневского, о чём сохранились сведения в «Описи делам господина графа Гаврилы Владиславича». Известно, что архимандрит Григорий принимал участие в переговорах между Россией и Турцией и добился больших успехов, за которые был щедро вознаграждён Петром I и отправлен на родину. Фёдор Степанович Вишневский остался в России и поступил на морскую службу, в 1724 году получил звание капитана, а в 1727 году, за верную службу ему было пожаловано село Белоусовка в Лубенском полку. Передача Белоусовки в собственность Фёдору Вишневскому была подтверждена Малороссийской коллегией.
По инициативе Ф. С. Вишневского была создана русская комиссия, отвечавшая за поставки токайских вин из Венгрии. Комиссия Вишневского позволила наладить торговлю венгерским вином в России. В царствование Петра I за поставки токайских вин отвечал Савва Рагузинский, у которого Вишневский состоял на службе; с 5 февраля 1741 года — полковник. В царствование Елизаветы Петровны, 6 апреля 1745 года был произведён в генерал-майоры, 24 апреля 1748 года, по сообщению Лашкевича — в бригадиры; получил усадьбу в окрестностях Полтавы.
Умер в Токае 27 января (7 февраля) 1749 года Как было сказано в позднейшей эпитафии прожил 67 лет.
В одной из венгерских миссий за токайским вином в составе делегации Фёдора Вишневского принимал участие придворный уставщик, философ Григорий Саввич Сковорода. Где познакомились Сковорода и Вишневский — вопрос открытый. Будучи придворным певчим Елизаветы Петровны, Сковорода мог познакомиться с генерал-майором Вишневским в имении Разумовских в Москве, так как Фёдор Вишневский был близким другом графа Алексея Разумовского. Однако нельзя исключать возможности, что Вишневский был наслышан о Сковороде и познакомился с ним в окрестностях Полтавы, так как село Вишневского Белоусовка находится близ родного села Сковороды Чернухи. Хотя ряд исследователей полагает, что Сковорода поехал в токайскую миссию в качестве церковника, более вероятно, что Сковорода был взят в Венгрию, чтобы быть домашним учителем сына генерал-майора — Гаврилы Фёдоровича Вишневского.
Имел единственного сына; Гавриил Фёдорович родился в 1716 году.